# Raimbert av Lille
Raimbert av Lille, verksam omkring år 1100, var en fransk skolastisk filosof och teolog. Han var influerad av Roscelin av Compiègne och övertygad nominalist. Han deltog i flatus vocis-debatten. Raimberts teorier kritiserades med emfas av Odo av Tournai.